# Cricetomys emini
Espèce
Statut de conservation UICN

 LC  : Préoccupation mineure
Le cricétome de forêt (Cricetomys emini) également appelé de manière impropre « Rat géant d'Emin » est une espèce de rongeur appartenant à la famille des Nesomyidae originaire d'Afrique.

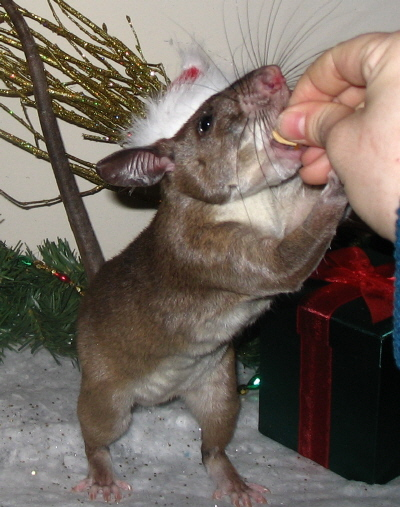